# 1910 en athlétisme
Cette chronologie de l'athlétisme en 1910 présente les évènements importants survenus du 1er janvier 1910 au 31 décembre 1910 en athlétisme.

## Compétitions

### Continentales

#### Europe
| Compétition                                          | Lieu      | Date    |
| ---------------------------------------------------- | --------- | ------- |
| 9e match Racing Club de France-South London Harriers | Beckenham | Juillet |

### Nationales

#### France
| Compétition                        | Lieu     | Date    |
| ---------------------------------- | -------- | ------- |
| Critérium du Racing Club de France | Paris    | 15 mai  |
| 18e Prix Blanchet du RCF           | Paris    | 29 mai  |
| 5e Grand Prix de Paris             | Gentilly | 5 juin  |
| 14e Challenge Panajou (USFSA)      | Bordeaux | 5 juin  |
| 5e Championnats de Paris           | Paris    | 12 juin |
| 1er match Stade-Racing             | Paris    | 19 juin |
| 23e Championnats de France USFSA   | Paris    | 26 juin |